# The Big Challenge
 (mai 2010).
 (mai 2013).
Si vous disposez d'ouvrages ou d'articles de référence ou si vous connaissez des sites web de qualité traitant du thème abordé ici, merci de compléter l'article en donnant les références utiles à sa vérifiabilité et en les liant à la section « Notes et références ».

The Big Challenge est un jeu-concours d’anglais qui a été organisé à l’initiative d’un groupe de professeurs d’anglais pour la première fois en France le mardi 18 mai 1999.

## Objectif
Son principal objectif est de favoriser l’apprentissage de l’anglais à travers une activité ludo-pédagogique. Il s’adresse à tous les élèves des écoles primaires et des collèges français. Il rassemble chaque année plus de 250 000 participants en France .

## L'organisation
Le jeu-concours se déroule en général au mois de mai. Il s’agit d’un questionnaire comprenant 45 à 55 questions à choix multiple pour 45 minutes. Pour chaque niveau de classe le questionnaire reprend l’ensemble des apprentissages de l’année tels qu’ils sont définis par l’Éducation nationale et le Cadre européen commun de référence pour les langues. Les 45 questions sont des questions de vocabulaire, de grammaire, de culture générale, de prononciation et de civilisation. Pour chaque question, il y a quatre réponses possibles. Le but du jeu est de cocher la case correspondant à l’unique bonne réponse. Pour chacun des 4 niveaux de classes trois classements sont établis : national, départemental et par collège.
Chaque élève reçoit un Certificat Officiel attestant de son niveau d'anglais, et un prix en fonction de son classement.

## Application d'entraînement
Tout au long de l’année les élèves peuvent s’entrainer sur le site et sur tablette ou smartphone avec l'application The Big Challenge PLAY. Elle propose plusieurs jeux dont : Yes No et Quiz. Les élèves peuvent commencer avec un niveau plus facile en début d’année puis évoluer vers les niveaux plus difficiles au fur et à mesure que le concours approche. Plus de 20 millions de parties d’entrainement sont ainsi jouées chaque année.

## The Big Challengeen Europe
Depuis quelques années le jeu concours se déroule également en Allemagne, Espagne, Italie, Benelux, Autriche, Pologne. Plus de 650 000 élèves s’inscrivent chaque année en Europe[réf. nécessaire].